# سلور مدرع
السلور المدرع (الاسم العلمي: Callichthys callichthys) هو سمك مياه عذبة شبه استوائية ينتمي إلى فصيلة السلوريات المدرعة.

## روابط خارجية
- Photos at Fishbase